# Союз литераторов России
 Союз литераторов России – творческое объединение профессиональных литераторов, созданное на фундаменте советского  профкома (группкома) литераторов.

## История
К завершению перестройки творческие союзы деятелей искусства, в том числе и писательские, были вынуждены свернуть свою прежнюю деятельность. А творческая элита, будучи поставленной в новые условия жизни, оказалась не приспособленной к рыночным отношениям с обществом и государством. Отмечается, что: 
Творческие союзы занялись решением собственных внутренних материальных проблем и не смогли ни организовать плодотворное развитие художественных процессов, ни защитить интересы своих членов в новых экономических условиях. Их общественный авторитет значительно снизился.
В то же время именно в этих объединениях зародились и сформировались иные направления организационной и творческой работы литераторов, которые в итоге привели к созданию новых творческих объединений. К таким объединениям относят и Союз литераторов России, приступивший к работе в 1991 году.
В Союз литераторов вошли клуб «Поэзия», группа Рейна-Наймана-Бродского, ЛИТО «Спектр», объединение авторов песен «Первый круг», «СМОГ», «Московское время», «Лианозовская группа». Свою поддержку Союзу литераторов России выразил в Лондоне летом 1991 года Иосиф Александрович Бродский, а позже (в ноябре того же года) — Юрий Мамлеев, приславший из Франции вместе с заявлением о приёме вступительный взнос — 10 долларов. Бродский говорил: «Я буду поддерживать Союз литераторов, где состоят друзья моей юности — Женя Рейн и Толя Найман».

## Деятельность
Союз, сопредселателями которого были Д. Цесельчук, М. Пекелис, Т. Грум-Гржимайло, В. Сысоев, насчитывает 14 секций. Региональные отделения этой организации  существуют в 50 регионах России. С 2021 года Союз возглавляет Н. Калиниченко.
С 2001 г. Союз литераторов России является постоянным участником Всемирных дней поэзии под эгидой ООН.